# 919 هـ
919 هـ هي سنة في التقويم الهجري امتدت مقابلةً في التقويم الميلادي بين سنتي 1513 و1514.

## مواليد
- محمد عرب زاده
- شمس الدين الرملي